# Hebra oberwimmeri
Hebra oberwimmeri is een slakkensoort uit de familie van de Nassariidae. De wetenschappelijke naam van de soort is voor het eerst geldig gepubliceerd in 1907 door Preston.